# 念珠芥
念珠芥（学名：Torularia torulosa）为十字花科念珠芥属下的一个种。

## 扩展阅读
維基物種上的相關：念珠芥